# Kaouther Hasnaoui
Pour les articles homonymes, voir Hasnaoui.
Kaouther Hasnaoui, née le 3 juin 1984, est une karatéka tunisienne.

## Carrière
Kaouther Hasnaoui, médaillée d'or dans la catégorie des plus de 60 kg aux Jeux africains de 2007 à Alger, est médaillée de bronze en plus de 60 kg aux championnats d'Afrique 2008 à Cotonou. Elle est aussi médaillée d'or des plus de 68 kg aux championnats d'Afrique 2010 au Cap et médaillée de bronze dans la même catégorie aux Jeux africains de 2011.

## Famille
Elle est la sœur des karatékas Mohamed Amine et Boutheina Hasnaoui.